# Ruillé-Froid-Fonds
Ruillé-Froid-Fonds – miejscowość i gmina we Francji, w regionie Kraj Loary, w departamencie Mayenne.
Według danych na rok 2010 gminę zamieszkiwało 501 osób, a gęstość zaludnienia wynosiła 21 osób/km².